# 방유봉
방유봉(方有鳳, 1954년 7월 20일 ~ )은 대한민국 경상북도의회 의원이다. 2020년 2월 5일, 전임 김봉교 부의장의 사직으로 치러진 부의장 보궐선거에서 당선되어 제11대 경상북도의회 전반기 부의장이 되었다.

## 학력
- 후포고등학교 졸업
- 삼척대학교 행정학 학사

## 경력
- 후포 동부초등학교 총동창회장
- 1995.07 ~ 1998.06: 제2대 울진군의회 의원(초선, 후포면)
- 1998.07 ~ 2002.03: 제3대 울진군의회 의원(재선, 후포면)
  - 2000.07 ~ 2002.03: 제3대 울진군의회 후반기 의장
- 2002.07 ~ 2006.06: 제7대 경상북도의회 의원(초선, 울진군 제2선거구)
- 2006.07 ~ 2010.06: 제8대 경상북도의회 의원(재선, 울진군 제2선거구)
- 2018.07 ~ 2022.06: 제11대 경상북도의회 의원(3선, 울진군 제2선거구)
  - 제11대 경상북도의회 농수산위원회 위원
  - 제11대 경상북도의회 독도수호특별위원회 위원
  - 2020.02 ~ 2020.07 : 제11대 경상북도의회 전반기 부의장
  - 제11대 경상북도의회 기획경제위원회 위원
  - 제11대 경상북도의회 지방소멸대책특별위원회 위원

## 역대 선거 결과
|  | 35.16% |

|  | 0% |

|  | 51.07% |

|  | 57.34% |

|  | 42.84% |

|  | 59.19% |